# الإسكندر الترالي
الإسكندر الترالي (عاش بين 525 - 605 م) هو طبيب يوناني بيزنطي. ورد اسمه في المصادر العربية طرالينوس.
عاش منتقلا بين الأقطار الشرقية، وأخيرا استقر في روما.

## آثاره
ذكر ابن النديم من تصانيفه:
- «علل العين وعلاجاتها».
- كتاب «البرسام».
- كتاب «الصفار والحيات والديدان التي تتولد في البطن».[4]